# Kazimierz Rzeszódko
Kazimierz Rzeszódko (ur. 17 lutego 1870 w Zbylitowskiej Górze,  zm. 15 lutego 1937 w Chochołowie) – ksiądz, poseł do austriackiej Rady Państwa.
Uczył się w gimnazjum w Wadowicach. Maturę zdał eksternistycznie w 1890. Ukończył Seminarium Duchowne w Krakowie (1894) oraz podjął studia teologiczne na Uniwersytecie Jagiellońskim. W 1894 otrzymał święcenia kapłańskie. W latach 1896–1898 uzupełniał studia teologiczne na uniw. w Innsbrucku.
Od 1897 wikary w Białej, następnie notariusz w kancelarii diecezjalnej w Krakowie. Proboszcz parafii Chochołów (1 sierpnia 1901 – 15 lutego 1937), dzięki jego staraniom powstała parafia i wybudowano kościół w Witowie (1910).
Poseł do austriackiej Rady Państwa XI kadencji  (17 czerwca 1907 – 30 marca 1911), wybrany w okręgu wyborczym nr 39 (Limanowa-Mszana Dolna-Nowy Targ-Czarny Dunajec-Krościenko). Należał do Koła Polskiego w Wiedniu, do grupy Polskiego Centrum Ludowego ks. Stanisława Stojałowskiego.
Pochowany na cmentarzu w Chochołowie.